# هفتانی
هفتانی یا هافتونی (به لاتین: Haftoni) یک منطقهٔ مسکونی در جمهوری آذربایجان است که در شهرستان لنکران واقع شده‌است. هفتانی ۲٬۶۸۵ نفر جمعیت دارد.

## ریشه واژه
هافتوتی از دو واژه تالشی هافت به معنای هفت و هونی به معنای چشمه تشکیل شده‌است و معنای کلی آن هفت چشمه است.

## جغرافیا
این آبادی در ۱۲ کیلومتری شمال غرب شهر لنکران و در کنار کوه‌های تالش جای دارد و یکی از مهم‌ترین نقاط چای‌کاری در شهرستان لنکران به شمار می‌رود.